# 로랑 스토케르

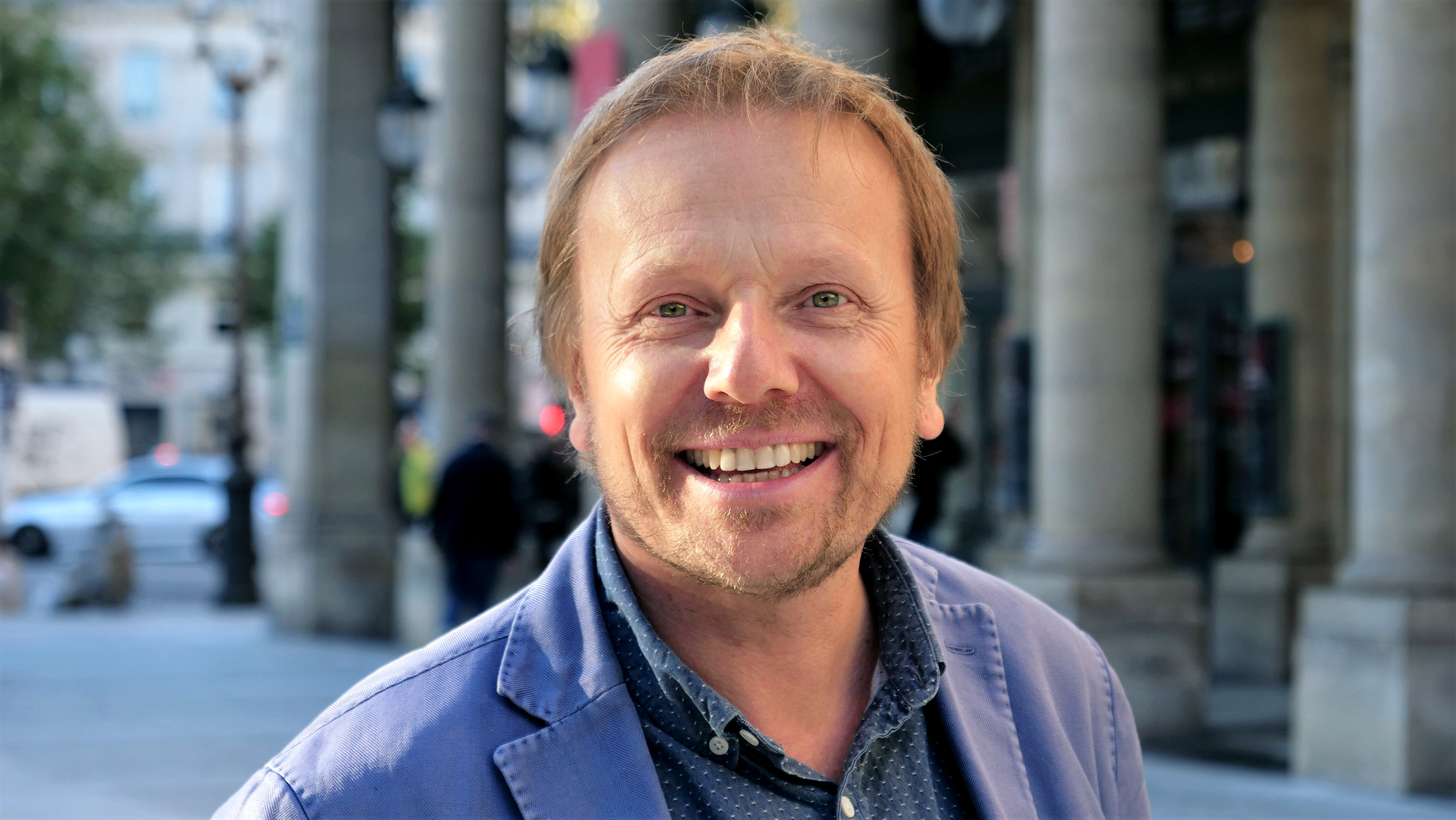

로랑 스토케르(프랑스어: Laurent Stocker, 1973년 5월 23일 ~ )는 프랑스의 배우이다.
생디지에에서 태어났다.

## 영화
- 함께 있을 수 있다면 (2007년)
- 미니스터 (2011년) - 얀 역
- 슬립리스 나이트 (2011년) - 마누엘 역
- 코르누아이 (2012년)
- 두 의사와 아가씨 (2013년)
- 마농 레스코 (2013년) - 토네르 역
- 러브 엣 퍼스트 차일드 (2015년)
- 쉽렉트 (2015년)
- 카프라이스 (2015년)
- 나의 위대한 친구, 세잔 (2016, Cézanne et moi) - 엠브로이즈 볼라드 역
- 더 썸머 하우스 (2018년)
- 아듀 (2020년)